# Plano Schlieffen

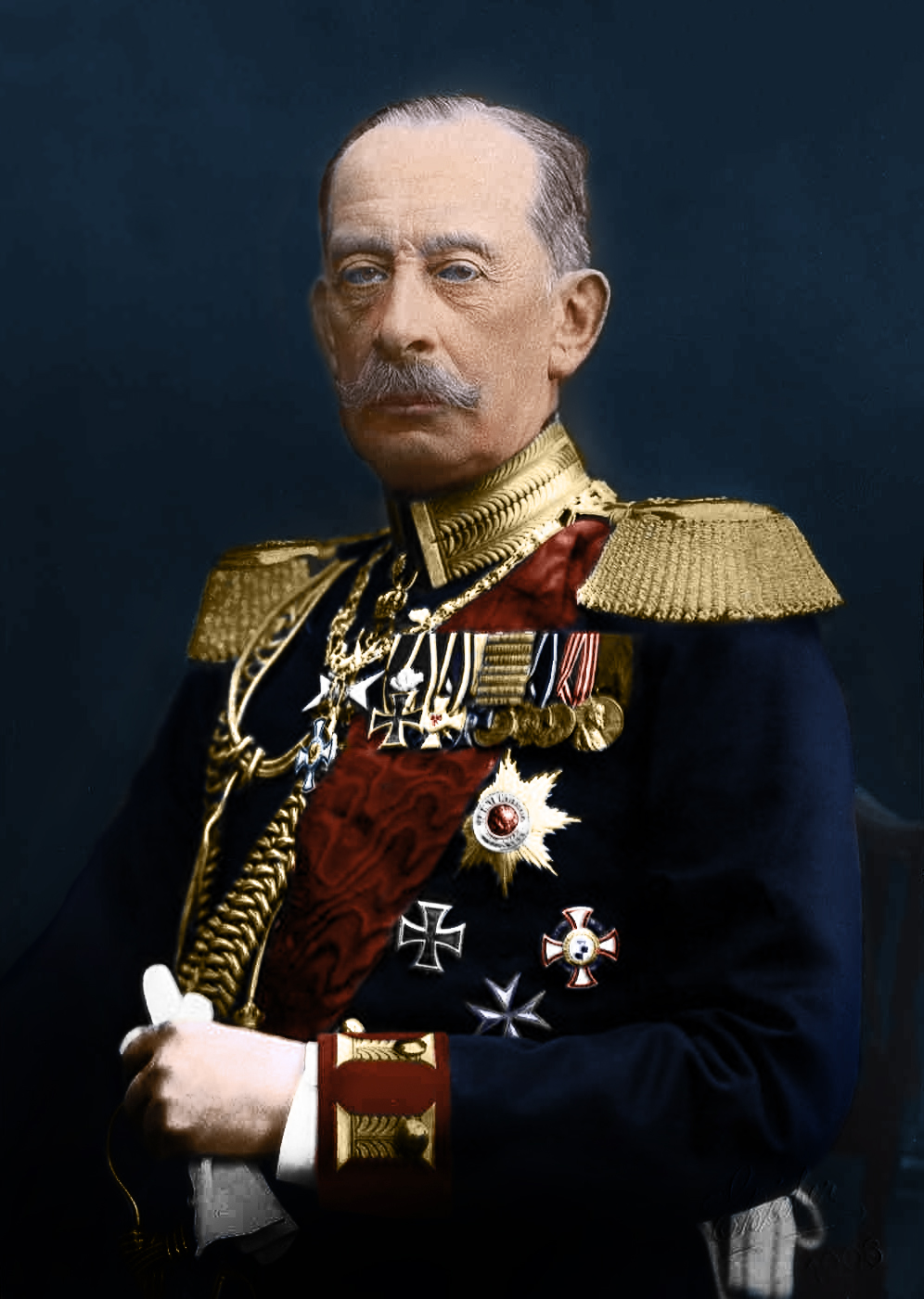
O marechal Alfred von Schlieffen.

O Plano Schlieffen foi o plano militar aplicado pelo exército alemão no início da Primeira Guerra Mundial, em 1914. Inicialmente concebido por Alfred von Schlieffen, chefe do Estado-Maior alemão entre 1892 e 1906, foi posto em prática, com alterações introduzidas pelo seu sucessor, Helmuth von Moltke. O plano previa resolver uma questão que preocupava os alemães em caso de conflito: uma guerra em duas frentes, ou seja, uma guerra contra a França e, muito provavelmente, contra o Reino Unido, na frente ocidental e, simultaneamente, uma guerra contra a Rússia, na frente oriental. O plano falhou no seu principal objectivo que era obter uma vitória rápida e decisiva a ocidente para, em seguida, transferir forças para oriente e ali obter outra vitória decisiva. 

## Antecedentes

### A guerra em duas frentes

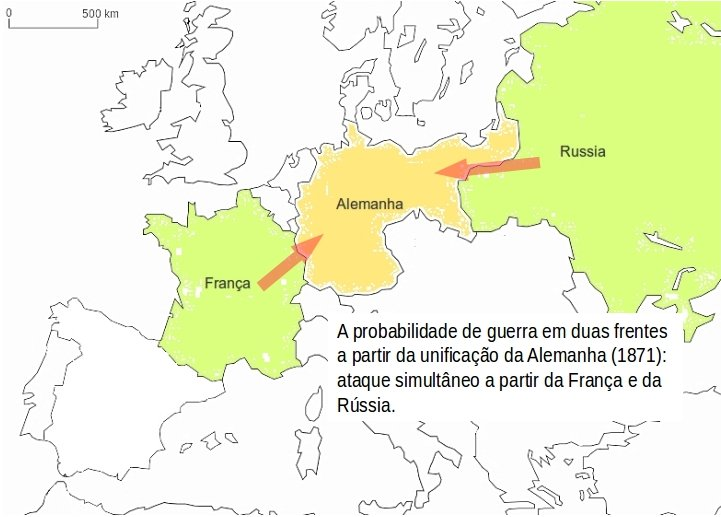
O problema da guerra em duas frentes a partir de 1871 colocava-se à Alemanha que se preparou militarmente para um confronto simultâneo com a França e a Rússia. No tempo de Bismarck (1871-1890), esse confronto foi evitado pelo sistema de alianças criado pelo chanceler alemão.

É útil recordar a questão que levou ao desencadear da Guerra Franco-Prussiana (1870-1871). O trono espanhol era ocupado pelos Bourbons mas uma revolta provocou o exílio de Isabel II de Espanha. Os revoltosos procuraram um novo soberano fora da família dos Bourbons. Foi feito o convite a um príncipe da família Hohenzollern. Trocar um soberano da Casa dos Bourbons, tradicionais aliados dos Franceses, por um soberano da família real da Prússia era não só uma humilhação para França como colocava esta potência em perigo de enfrentar uma guerra em duas frentes: nos Pirenéus e na fronteira com a Confederação da Alemanha do Norte.

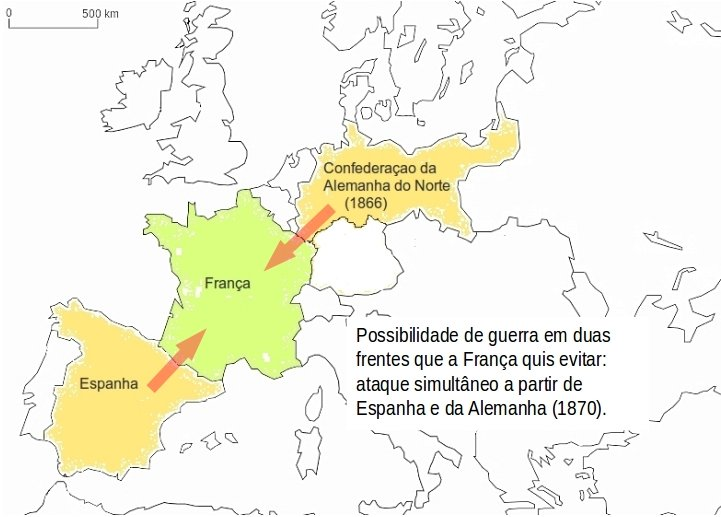
O problema da guerra em duas frentes em 1870: a França entre a Espanha e a Confederação da Alemanha do Norte, ambas dominadas pela Casa de Hohenzollern.

A Guerra Franco-Prussiana teve como desfecho a derrota da França, a unificação da Alemanha num império em que a Prússia mantinha a hegemonia e a transferência dos territórios da Alsácia-Lorena para o domínio alemão. A ordem europeia daí resultante durou até à Primeira Guerra Mundial. Durante a Guerra Franco-Prussiana, os governantes das principais potências da época concluíram que a forma de fazer a guerra dos Alemães era a mais eficaz e, em consequência disso, os procedimentos alemães começaram a ser adoptados, com mais ou menos sucesso, nos seus exércitos. O objectivo era, à semelhança dos Alemães, obterem vitórias rápidas e decisivas. Ora, na Guerra Franco-Prussiana, a vitória alemã foi rápida mas não decisiva. A Terceira República Francesa, que então se formou, continuou a luta e só aceitou a derrota porque receou mais a Comuna de Paris que o exército alemão que cercava capital francesa.
Depois de 1871, a guerra em duas frentes deixou de ser uma preocupação francesa. Na Espanha, Amadeu I, da Casa de Sabóia, sucedeu a Isabel II que ficou exilada em Paris até à sua morte em 1904. A questão da guerra em duas frentes colocava-se agora à Alemanha: uma guerra simultânea contra a França, a ocidente, e contra a Rússia, a oriente. Se não existiam questões entre a Alemanha e a Rússia que levassem a antever uma guerra entre estas duas potências, já o mesmo não se podia dizer da França, para quem a perda da Alsácia e parte da Lorena tinha consequências de carácter militar e económico. Esta possibilidade foi evitada pelo chanceler alemão Otto von Bismarck que usou «toda a sua inesgotável energia na defesa do status quo favorável ao seu país.» 

### Os atores no palco alemão
«A queda de Bismarck em 1890 permite a divisão em duas partes da história do império alemão.» Desde a formação do império e até 9 de Março de 1888, foi imperador Guilherme I da Alemanha. A 9 de Março, subiu ao trono Frederico III da Alemanha que morreu pouco tempo depois, a 15 de Junho de 1888. Sucedendo-lhe o seu filho, Guilherme II da Alemanha, que foi imperador até 1918.

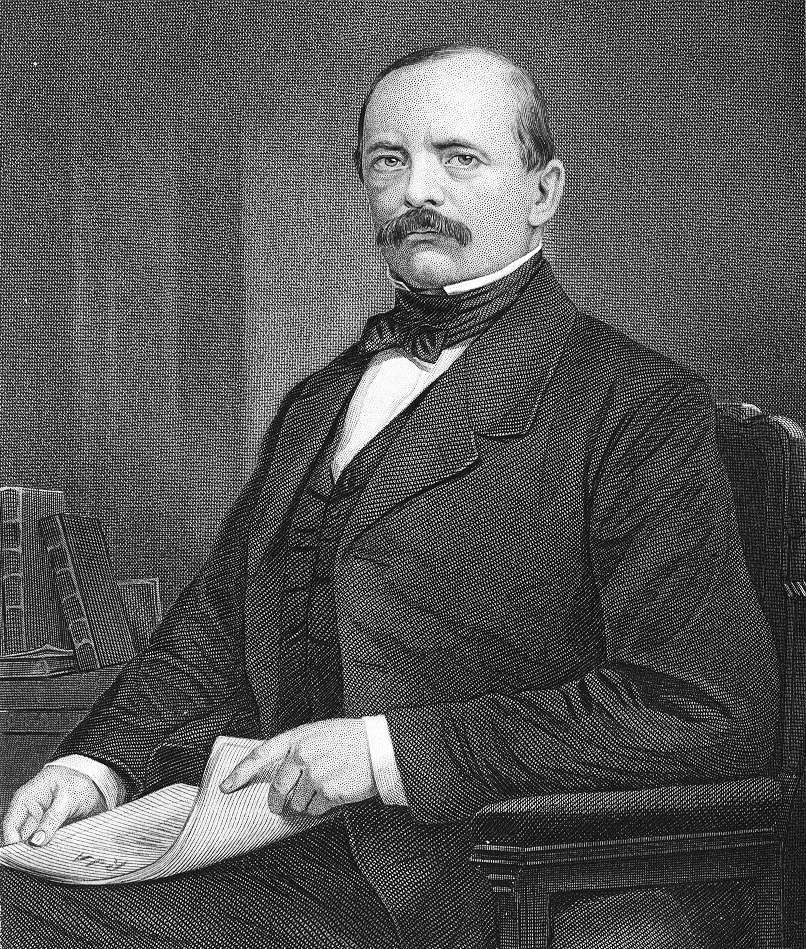
Otto von Bismarck em 1873.

Otto von Bismarck foi chanceler do Império Alemão desde 1871 a 1890. Neste ano, após divergências profundas com Guilherme II, que não entendia a política do seu chanceler tanto interna como externa, Bismarck foi forçado a demitir-se. Sucedeu-lhe Leo von Caprivi que manteve o mandato até Outubro de 1894. Caprivi foi substituído por Chlodwig Karl Victor zu Hohenlohe-Schillingsfürst e este, por sua vez, foi substituído em Outubro de 1900 por Bernhard von Bülow. Finalmente, a 7 de Julho de 1909, o cargo de chanceler foi ocupado por Theobald von Bethmann-Hollweg que se manteve quase até ao final da guerra (até 1917). Nenhum destes sucessores de Bismarck, conseguiu prosseguir a obra do chanceler de ferro. «Apenas Bülow tem alguma envergadura, mas não a autoridade necessária para exercer um poder que Bismarck criou à sua medida.»
Durante a Guerra Franco-Prussiana (1870-1871), era (desde 1857) Chefe do Estado-Maior General da Prússia o general Helmuth von Moltke (Moltke, o velho) que se manteve nessas funções até 1888. Nesse ano foi substituído por Alfred von Waldersee que se manteve no cargo até 1891. Neste ano, Alfred von Schlieffen assumiu aquelas funções e manteve-as até Janeiro de 1906, quando foi substituído por Helmuth Johannes Ludwig von Moltke (Moltke, o jovem), sobrinho de Moltke, o velho. Moltke manteve-se em funções até ao final de 1914.

### A época de Bismarck
No fim da Guerra Franco-Prussiana, proclamado o Império Alemão e anexadas as regiões da Alsácia e da Lorena, Bismarck entendeu que o mais importante a partir daí era manter o status quo territorial que era favorável à Alemanha. No entanto, Bismarck pensava que a França, se tivesse uma oportunidade favorável, não deixaria de tentar reaver a Alsácia e a Lorena. Assim, o objectivo da diplomacia de Bismarck era isolar a França ou, no mínimo, não permitir que se criassem as condições para a desforra da guerra de 1870-1871. Para já, a França tinha de pagar a indemnização que lhe foi imposta pelo Tratado de Frankfurt, o que conseguiu com seis meses de antecipação (Outubro de 1873). Este pagamento determinou a partida das forças alemãs de ocupação. Estas tropas eram a causa de constantes atritos. Durante o período que permaneceram em França, desde o final da guerra, surgiram vários incidentes. A sua partida, após o pagamento da dívida, aliviou a tensão nas relações entre a França e a Alemanha.

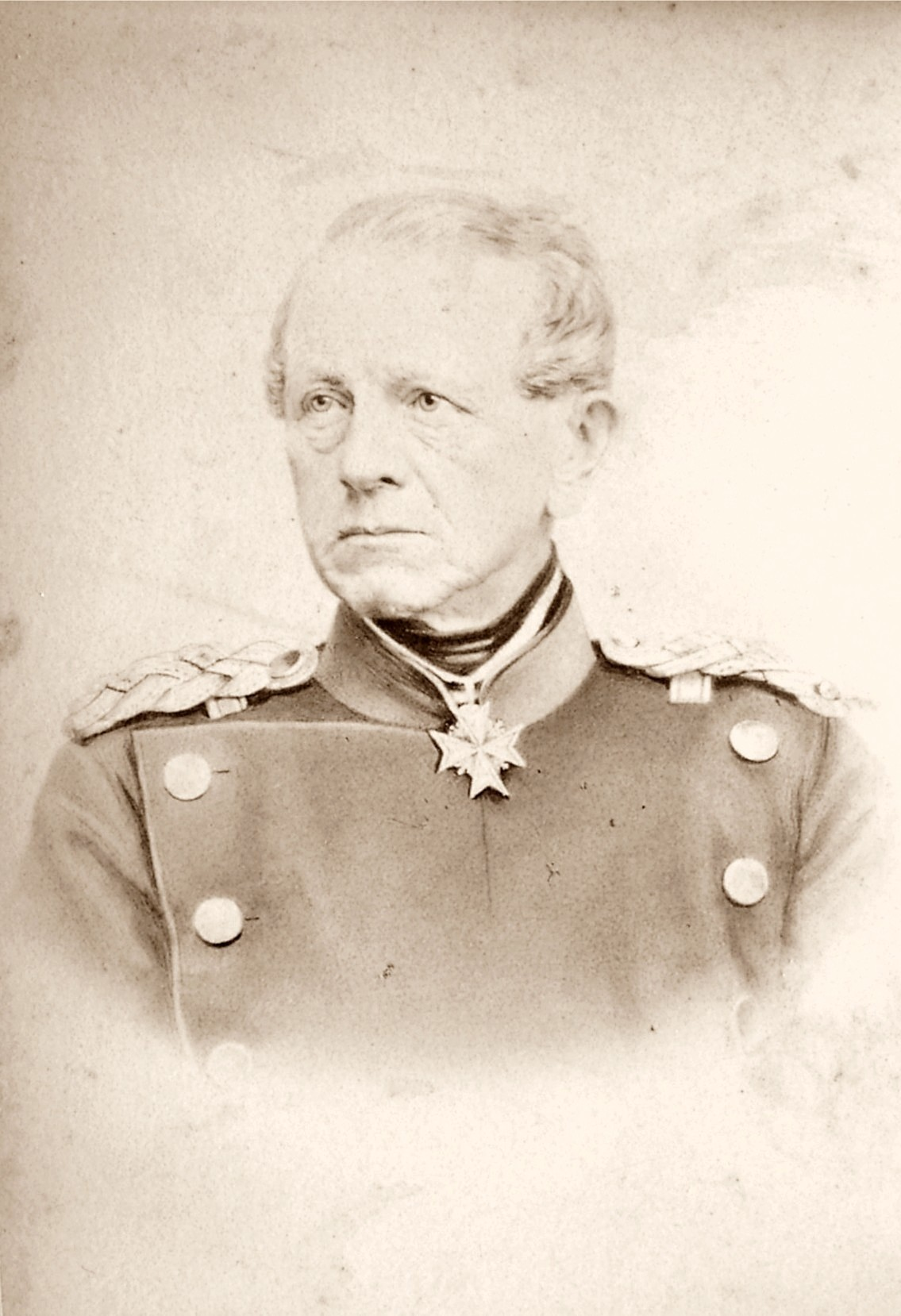
Helmuth von Moltke, Chefe do Estado-Maior General alemão no tempo de Bismarck.

No entanto, a desconfiança persistia. Bismarck tomou uma série de iniciativas diplomáticas para isolar a França e manter um relacionamento favorável com a Rússia. Em 1873 foram assinadas as convenções que deram origem à Liga dos Três Imperadores (Alemanha, Áustria e Rússia) que garantia o isolamento diplomático da França. Uma crise franco-alemã em 1875 veio mostrar que aquele isolamento não era completo pois a França obteve garantias de apoio diplomático do Reino Unido e a Rússia fez saber que não concordava com nenhuma intervenção militar (preventiva) por parte da Alemanha. A crise balcânica de 1875-1878 foi mais grave pois a Áustria-Hungria chegou a preparar a mobilização contra a Rússia. Se a Rússia se desligasse dos compromissos com a Alemanha e a Áustria-Hungria poderia eventualmente aliar-se à França. Essa era a situação que Bismarck tinha de evitar. A 7 de Outubro de 1879 assinou um tratado de aliança com a Áustria-Hungria e, mais tarde, sob a ameaça de deixar o seu aliado isolado, conseguiu reconstruir a Liga dos Três Imperadores (18 de Junho de 1881). Nesse ano, a Itália iniciou a aproximação à Alemanha e à Áustria-Hungria e, no ano seguinte, foi assinado o tratado que criou a Tríplice Aliança (1882). Em 1887, esta aliança foi renovada mas não a Liga dos Três Imperadores porque o czar Alexandre III considerou que a Áustria-Hungria estava a estender demasiado a sua influência nos Balcãs. Bismarck conseguiu, no entanto, assinar um tratado secreto (devido às cláusulas referentes aos estreitos do Bósforo e de Dardanelos) com a Rússia: o Tratado de Resseguro (18 de junho de 1887). Com este tratado mantinha a França isolada, ou seja, sem apoios que lhe permitissem atacar a Alemanha.
Durante a maior parte destes anos em que Bismarck foi chanceler do Império Alemão, foi chefe do Estado-Maior General o arquitecto da vitória alemã em 1871, Helmuth von Moltke. Apesar de Bismarck ter construído um sistema de alianças que pareciam garantir o equilíbrio necessário para evitar a guerra, não foi descurada a perspectiva militar. Para o caso de ser necessário enfrentar uma guerra em duas frentes, Moltke tinha previsto dividir o exército alemão em duas partes semelhantes e cada uma delas assumia uma postura defensiva a ocidente (contra a França) e a oriente (contra a Rússia). Atendendo a que o objectivo da França seria o de recuperar os territórios da Alsácia-Lorena, era de admitir que aquela potência tomaria a iniciativa do ataque. Moltke pretendia derrotar os Franceses fazendo fracassar o seu ataque e obrigando-os depois a aceitar um compromisso de paz. Para a frente oriental, a estratégia era idêntica: derrotar o ataque russo e, em seguida, empurrar as forças inimigas para uma distância que permitisse assegurar a segurança da fronteira alemã para então propor um compromisso de paz. A força que primeiro conseguisse uma vitória seguida do respectivo acordo poderia libertar tropas para a outra frente. A estratégia de Moltke, tal como a diplomacia de Bismarck, visava atingir uma situação de compromisso político, um compromisso favorável a uma Alemanha vitoriosa, mas não a uma vitória total.

### A época pós-Bismarck
Moltke abandonou o cargo de Chefe de Estado-Maior General em 1888 e foi sucedido pelo general Waldersee que seguiu a mesma linha de planeamento do seu antecessor. Em 1891, o cargo foi ocupado por Alfred von Schlieffen. Guilherme II tinha subido ao trono em 1888. Bismarck fora substituído por Caprivi em 1890. Os sucessores de Bismarck, e também o imperador, não aceitaram o sistema formado por duas alianças que se sobrepunham, a Tríplice Aliança e o Tratado de Resseguro. Além disso, a Alemanha, com uma economia em desenvolvimento e carente de mercados, lançou-se em iniciativas coloniais e marítimas, isto é, iniciou a Weltpolitik (política mundial). Por seu lado, Schlieffen só aceitava uma vitória total, ou seja, a rendição incondicional do inimigo. Assim, foi afastada a possibilidade de, após a vitória inicial, enveredar por compromissos diplomáticos.

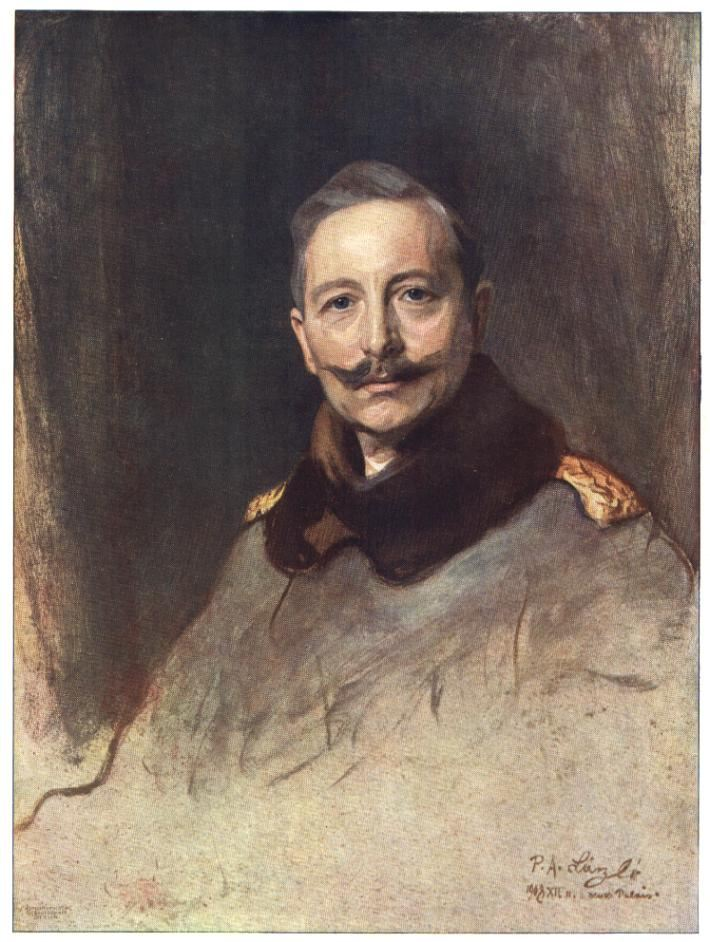
Guilherme II da Alemanha em 1908. O último imperador do Segundo Império Alemão (Deutsches Kaiserreich) foi seduzido pelas ideias nacionalistas e militaristas.

Estas alterações na política externa da Alemanha tiveram consequências graves. Tendo caducado o Tratado de Resseguro, a Rússia aproximou-se da França e as duas potências assinaram um acordo em 1891 e uma convenção militar a 18 de Agosto de 1892. Esta convenção só foi ratificada passados dezoito meses (27 de Dezembro de 1893 pela Rússia e 4 de Janeiro de 1894 pela França) mas estava criada a situação que Bismarck tinha conseguido evitar: uma aliança militar entre a França e a Rússia, ou seja, a possibilidade de um ataque simultâneo a ocidente e a oriente. Por outro lado, a partir de 1896, a Itália iniciou diligências no sentido de se aproximar da França e, após a resolução de alguns diferendos de ordem colonial e económica, as duas potências assinaram um acordo secreto, a 28 de Junho de 1902, segundo o qual a Itália se manteria neutral em caso de um conflito entre a França e a Alemanha. A Itália, no entanto, não abandonou a Tríplice Aliança (1882). Mas, para além destas mudanças no plano europeu, registam-se também mudanças importantes no plano mundial.
Até 1907, o choque entre as principais potências europeias (Reino Unido, França, Rússia e Alemanha) fez-se sentir de forma mais intensa em África e no Oriente Médio. Os problemas resultantes da decadência do Império Otomano não conduziram ao envolvimento das potências europeias como já tinha sucedido noutras épocas. Existia uma rivalidade franco-inglesa que se prendia com o Sudão Anglo-Egípcio e que terminou com uma derrota diplomática da França mas também existia uma rivalidade anglo-alemã, económica e naval, que desencadeou no Reino Unido uma reacção desfavorável à Alemanha e um movimento de aproximação à França. Finalmente, as crises de Marrocos (Primeira Crise de Marrocos e Crise de Agadir) acabaram por isolar a Alemanha que tinha tentado uma aproximação ao Reino Unido. Foram precisamente estas rivalidades coloniais que levaram o Reino Unido a quebrar a sua atitude isolacionista e a aproximar-se da França e da Rússia. Desta forma, foi criada a Entente Cordiale em 1904 e uma convenção anglo-russa em 1907. Este conjunto de acordos, juntamente com a Aliança Franco-Russa, constitui os elementos da Tríplice Entente, blocos antagónico da Tríplice Aliança.

## A construção do Plano Schlieffen

### O tempo de Schlieffen
Perante a possibilidade cada vez mais real de a Alemanha travar uma guerra em duas frentes, a ocidente contra a França e a oriente contra a Rússia, Schlieffen pensou numa estratégia que permitisse obter uma vitória rápida e decisiva numa das frentes por forma a libertar o máximo de forças para serem empenhadas na outra frente e, desta forma, obter uma vitória decisiva contra ambos os oponentes.
A questão é, quais tratados foram feitos após todos esses rumores, são fatos, que sem dúvidas devem ser questionados. 
A questão a resolver era saber qual a frente onde iria ser obtida em primeiro lugar a vitória decisiva. Schlieffen entendeu que a Alemanha deveria empenhar o máximo das suas forças contra o adversário mais forte, a França. A Rússia não se mostrava tão perigosa porque a grande extensão do seu território implicaria, por um lado, uma mobilização mais demorada das suas forças e, por outro lado, permitiria aos seus exércitos manobrar da forma que lhe fosse mais conveniente até reunirem as suas reservas de efectivos antes de chegarem a uma batalha decisiva. Não seria possível, portanto, obter a oriente uma vitória rápida. A ocidente, o potencial de guerra francês seria mobilizado mais rapidamente. Uma vitória rápida sobre os Franceses reduzi-los-ia a uma situação de impotência muito duradoura pois não teriam efectivos de reserva que possibilitassem a criação de novos exércitos. Além disso, o desenvolvimento industrial da Alemanha obrigava a não correr o risco de perder, mesmo que temporariamente, as zonas industriais da Renânia, do norte da Lorena e do Sarre. A primeira vitória teria de ser obtida contra a França.
A situação mais perigosa resultaria de os Franceses e os Russos lançarem uma ofensiva simultânea. Desta forma, os Alemães estariam em nítida inferioridade numérica em ambas as frentes e dificilmente poderiam obter uma vitória decisiva numa delas. Não podiam, neste caso, tirar partido da sua excelente rede ferroviária para transportarem rapidamente tropas de uma frente para a outra e concentrá-las contra um dos oponentes.
Enquanto desempenhou as funções de Chefe do Estado-Maior General, Alfred von Schlieffen desenhou uma série de planos que tinham sempre como cenário uma guerra em duas frentes. Não se conhecem todos os pormenores desses planos. Sabemos que eles eram revistos anualmente durante o inverno e tornavam-se efectivos entre o dia 1 de Abril após a revisão e 31 de Março do ano seguinte. Esta prática foi seguida até ao início da guerra, em 1914. Cada plano era designado pelos anos em que vigorava. A 1 de Abril de 1904, por exemplo, entrou em vigor o plano designado Aufmarsch 1904/1905 que vigorou até 31 de Março de 1905. O plano anterior (no caso do exemplo apontado, o Aufmarsch 1903/1904) era destruído assim como a maior parte dos documentos que serviram de base para a sua elaboração. Assim, no início da guerra foi aplicado o Aufmarsch 1914/1915 que é normalmente conhecido como Plano Schlieffen.
Antes de serem aprovados, os sucessivos planos criados por Schlieffen foram testados em jogos de guerra e exercícios de estado-maior. Não era possível, com forças tão numerosas como as que então formavam os exércitos, testar ou treinar os planos em exercícios de campo com a generalidade das tropas pois os custos seriam enormes. A utilização deste tipo de procedimentos era a prática desde o início do século XIX com a invenção do Kriegsspiel, um jogo de guerra inventado na Prússia e adoptado no Estado-Maior prussiano pelo general Karl von Muffling. Os jogos de guerra sofreram várias evoluções e tornaram-se cada vez mais utilizados para testar os planos e treinar os estados-maiores.
Nos seus últimos jogos de guerra, Schlieffen testou conceitos diferentes do que conhecemos como Plano Schlieffen. O cenário criado foi o de uma ofensiva simultânea da França e da Rússia e, a esta situação, Schlieffen respondeu com uma defensiva estratégica em ambas as frentes e utilizou (no exercício) as suas linhas ferroviárias para concentrar rapidamente forças suficientes contra os dois exércitos russos invasores e obter uma vitória completa na frente oriental. Simultaneamente, conduziu uma defesa activa a ocidente e utilizou novamente a sua rede ferroviária para obter superioridade local contra os Franceses que tinham invadido a Alsácia e a Lorena, atacar os seus flancos e derrota-los. Este cenário, como o de outros jogos de guerra, não condizem com o conceito que foi aplicado em 1914 no chamado Plano Schlieffen.
Em 1899/1900, Schlieffen utilizou dois planos. O Aufmarsch I previa um forte ataque contra a França enquanto algumas unidades militares eram deixadas a oriente para defenderem a Prússia Oriental de um ataque russo. O Aufmarsch II previa a situação inversa, isto é, uma forte concentração de forças contra a Rússia o que implicava uma postura defensiva perante a França. Em 1900/1901 e 1901/1902, os planos de Schlieffen previam uma maior concentração de forças a oriente mas, em 1902/1903 voltou a concentrar a maior parte das forças a ocidente. Ao longo dos anos em que ocupou o cargo, planeou de acordo com as várias modalidades possíveis mas, no entanto, foi a modalidade da vitória contra a França para posteriormente atacar a Rússia que prevaleceu. A Guerra Russo-Japonesa de 1904-1905 enfraqueceu as forças russas e esse facto teve influência na direção em que foi tomado o planeamento. O Aufmarsch I 1904/1905 não previa operações militares a leste e o Aufmarch II desse ano previa uma maior concentração de forças contra a França. Estas alterações mostram como o planeamento militar foi sendo adaptado à conjuntura internacional.

### O problema da Bélgica
Em 1904, foram organizados dois exercícios de estado-maior (Generalstabsreisen) que tinham como cenário a frente ocidental. Nestes exercícios, as forças alemãs estavam posicionadas mais para norte do que estava previsto nos planos de concentração em vigor e em anos anteriores. No final do exercício foi feita uma crítica com a finalidade de se corrigirem os erros cometidos na execução mas também para aprender e desenvolver a doutrina aplicada. Na crítica aos exercícios, «Schlieffen afirmou que a possibilidade de um ataque alemão através da Bélgica não era segredo: todos na Europa (e até na América) previam essa operação alemã.»
Um ataque através da Bélgica permitiria ao exército alemão contornar as sólidas fortificações que os Franceses dispunham na fronteira com a Alemanha. No entanto, esta opção levantava a questão de violar a neutralidade belga. A Bélgica tinha adquirido a sua independência com a Revolução Belga de 1830-31. O rei, Alberto I (desde 1909), em tempo de guerra, assumia pessoalmente o comando do Exército Belga. A Bélgica ocupava o único espaço aberto e vasto entre a França e a Alemanha. A sua neutralidade era garantida pelas principais potências europeias (Reino Unido, França, Áustria, Rússia e Prússia) nos tratados de Londres de 1831 e de 1839. Aos Alemães colocavam-se duas questões: iriam os Belgas colaborar com os Alemães? Se a Bélgica se opusesse à passagem das tropas alemãs, iria o Reino Unido intervir em apoio dos Belgas e dos Franceses? A Bélgica não autorizou a passagem das tropas alemãs e «um mínimo conhecimento da História teria revelado que a Grã-Bretanha iria certamente para a guerra se a Bélgica fosse invadida – facto em que o Kaiser e o Estado-Maior General se eludiram completamente.»

### O tempo de Moltke
Em 1906, Schlieffen aposentou-se e foi substituído por Helmuth Johannes Ludwig von Moltke (Moltke, o Novo). Neste ano entrou em vigor o Aufmarsch I 1906/1907 que foi concebido ainda no tempo de Schlieffen. Existe uma grande controvérsia sob qual era verdadeiramente o plano de Schlieffen. Muitos documentos só foram colocados à disposição dos historiadores, pelo Bundesarchiv-Militärarchiv, o arquivo militar alemão em Freiburg, a partir de 2004. Sabemos por esses documentos que o plano de 1906/1907, no que respeita à frente ocidental, retoma no essencial o plano de 1905/1906 e considera que o exército russo estava longe de recuperar da derrota sofrida frente ao Japão. Assim, a maior parte das forças alemãs foram concentradas na frente ocidental.

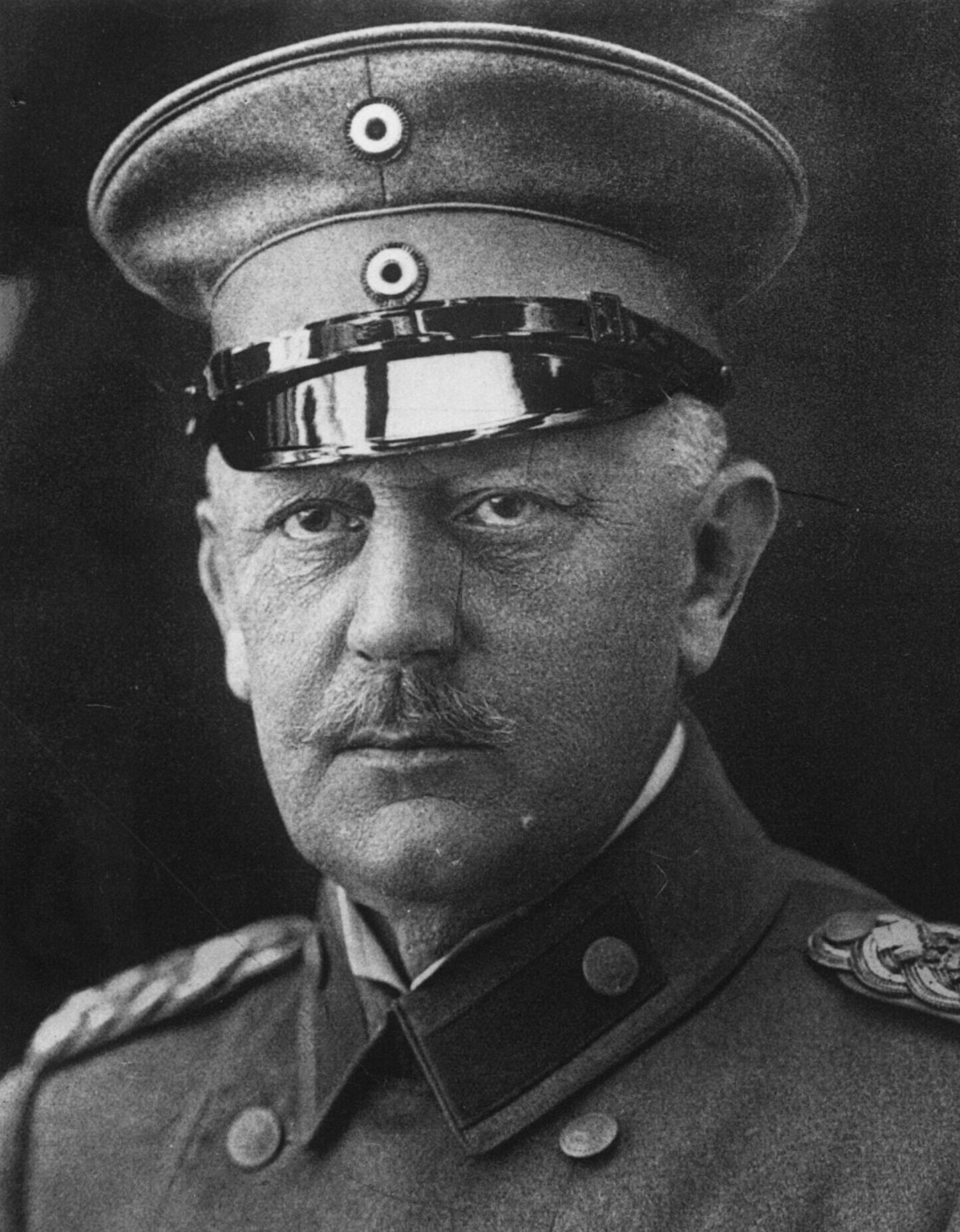
Helmuth von Moltke (Moltke, o novo), introduziu alterações no plano concebido por Schlieffen alterando o balanceamento das forças entre as duas alas do dispositivo alemão mas manteve o mesmo conceito base.

De acordo com o Aufmarsch 1906/1907, o último plano a ser preparado por Schlieffen e o primeiro sob a responsabilidade de Moltke, o dispositivo alemão previa uma ala esquerda, formada por nove divisões, a sul de Metz, e uma ala direita com uma força de 63 divisões, concentrada entre Metz e a fronteira holandesa. A ala direita, à medida que avançasse, iria rebatendo para sul. Desta forma, já nem se colocava a possibilidade de não atravessar a Bélgica.
É durante o mandato de Moltke que os estados-maiores da França e da Rússia começaram a reunir-se a fim de planearem uma ofensiva conjunta. A assinatura da Entente Cordiale também teve como consequência a colaboração dos estados-maiores francês e britânico. Por outro lado, as crises de Marrocos deixaram a Alemanha ainda mais isolada. Foi ainda em 1911 que o tenente-coronel francês Louis Loizeau de Grandmaison «apresentou pela primeira vez … as ideias mestras da doutrina da ofensiva a todo o custo (ofensive à outrance)». Grandmaison afirmou nas suas conclusões que era necessário preparar o exército, exaustivamente, para adoptar uma postura ofensiva. As suas ideias não foram desprezadas, nem pelos Franceses, nem pelos Alemães. «Moltke, atento à renovação doutrinária do exército francês, admitiu como mais provável, e não se enganou, que os franceses desencadeassem uma ofensiva enérgica para reconquistar as províncias perdidas em 1870 e convenceu-se que essa ofensiva, a não encontrar uma resistência séria, com efectivos adequados, poria em perigo a manobra alemã, ameaçando a sua retaguarda antes que o movimento através da Bélgica ameaçasse seriamente a retaguarda francesa.»

## Os planos em 1914
Os Alemães elaboraram os seus planos tendo em conta a situação política e militar que então se vivia na Europa. Os seus principais oponentes, como não podia deixar de ser, também tinham criado os seus próprios planos. Quando uma das partes elaborava um plano tinha sempre em consideração o que pensava serem as intenções (traduzidas em planos) dos seus oponentes. 

### O plano francês
Em 1914 os Franceses tinham em vigor o chamado Plano XVII. Em 1911, o general Victor-Constant Michel, vice-presidente do Conselho Superior de Guerra desde Janeiro desse ano, alertou o ministro da guerra para a necessidade de actualizar o plano de operações previsto para a eventualidade de uma guerra com a França. Estava em vigor o Plano XVI, elaborado em 1908 e que partia do princípio que os alemães respeitariam a neutralidade da Bélgica. Embora tivesse sido alterado em 1909, mantinham-se as deficiências que levaram o general Michel a propor uma alteração profunda. O dispositivo de concentração das forças proposto pelo general Michel previa um conjunto de forças destinadas a operar na Bélgica, outro conjunto destinado a operar defensiva ou ofensivamente na fronteira com a Alemanha e uma reserva na região de Paris. A sua proposta previa também alterações importantes no sistema de mobilização a fim de garantir os efectivos necessários e também alterações na organização das unidades. O Conselho Superior de Guerra não aprovou parte das suas medidas e o general Michel, que pelo cargo que ocupava era o comandante em chefe das forças francesas em caso de guerra, demitiu-se.

O Plano XVII em vigor desde 14 de Abril de 1914 e aplicado em Agosto desse ano.

O general Joseph Joffre substituiu o general Michel. Joffre "herdou" o plano aprovado em 1909, que previa uma atitude inicial de expectativa defensiva, incidindo na quase totalidade sobre a fronteira franco-alemã. Em Setembro de 1911 foram feitas alterações ao plano por forma a aproximar o dispositivo da fronteira e a estendê-lo para norte. Em Abril de 1913 foram introduzidas mais alterações no mesmo sentido. Depois disto, Joffre decidiu elaborar um novo plano. Era convicção geral que a guerra que se avizinhava seria rápida e ambas as partes procurariam obter uma vitória decisiva na primeira batalha. Assim, Joffre decidiu «que tomaria a iniciativa das operações, levando para a batalha, em 1ª linha, todas as suas forças, isto é, dispondo-as por forma a que todas elas pudessem intervir no primeiro confronto. … Analisando as condições em que podia desenvolver esta acção ofensiva imediata que considerava necessária e indispensável, Joffre chegou a uma conclusão idêntica à de Schlieffen: só atravessando a Bélgica se podia obter um resultado rápido e decisivo.» Isto devia-se aos obstáculos naturais, fortificações e outras barreiras.
«Ele concluiu que convinha entrar logo na Bélgica e não esperar que os Alemães lá entrassem primeiro, pois era claro que o fariam.» No entanto, Raymond Poincaré, o primeiro ministro francês, que era também ministro dos negócios estrangeiros, não concordou. O seu principal argumento era que a violação da neutralidade da Bélgica poderia levar o Reino Unido a negar apoio à França. Para Joffre, a questão que então se colocava era: não podendo passar pela Bélgica, ou renunciava à ofensiva ou lançava o ataque francês em terreno desfavorável e guarnecido de fortificações. No entanto, Joffre decidiu-se pela ofensiva. Foi feita uma directiva geral para a concentração e foram feitas diretivas particulares para cada um dos exércitos. Este conjunto de diretivas ficou conhecido como Plano XVII mas Joffre afirmou que não fora criado nenhum plano de operações firme e definitivo e que as diretivas visavam montar um dispositivo flexível que permitisse atuar da melhor forma face à situação concreta que viesse a verificar-se. Escreveu nas suas Mémoires:«Decidi, portanto, reservar para os primeiros dias do conflito a decisão da manobra a fazer.» O que é certo é que, nos documentos do Plano XVII encontramos: «a intenção do comandante em chefe é lançar-se, com todas as forças reunidas, ao ataque dos exércitos alemães.»
Assim, o dispositivo inicial das forças francesas de infantaria (cinco exércitos e dois grupos de divisões da reserva) estendia-se entre Belfort (a sul) e Mezieres (a norte) com os grupos de divisões da reserva à retaguarda dos extremos. O 4º Exército mantinha-se inicialmente em St. Menehould para avançar para a primeira linha, entre o 4ª e o 5ª Exércitos, assim que houvesse notícias da entrada das forças alemãs no Luxemburgo. Foi com este dispositivo, do lado francês, que se iniciaram as hostilidades entre a França e a Alemanha.

### O plano russo
Desde 1894, qundo foi assinada a aliança franco-russa, os dois estados-maiores reuniram-se frequentemente. Em 1910, ficou estabelecido que, em caso de guerra com a Alemanha, a França lançaria imediatamente uma ofensiva contra aquele país e a Rússia deveria fazer o mesmo entre os 15º e 30º dias de mobilização. Esta dupla ofensiva foi coordenada em detalhe a partir de 1911. Nessa data, os Russos comprometeram-se a lançar a ofensiva no 16º dia da mobilização e, à semalhança dos Franceses, iriam substituir o seu plano para uma guerra contra a Alemanha, que assentava numa defensiva, por um novo plano, o Plano 19, que previa uma ofensiva simultânea contra a Alemanha e a Áustria-Hungria. Os Russos alteraram o plano que tinham em vigor, o Plano 18, e nunca chegaram a implementar o Plano 19. No entanto, o Plano 18 tinha sofrido tantas alterações que se aproximava muito do que seria o Plano 19. Da forma como se encontrava quando foi aplicado, ficou conhecido como Plano 18 modificado. De acordo com este plano, dois exércitos iriam ser empenhados contra a Alemanha e quatro contra a Áustria-Hungria. O ataque à Alemanha seria efetuado no 15º dia de mobilização com o 1º Exército, a partir da Lituânia, e o 2º Exército, a partir de noroeste de Varsóvia.

### O plano britânico
A História mostra que o Reino Unido não seguia a política de se envolver numa guerra europeia. Os Britânicos tinham criado um vasto império e tudo faziam para manter um status quo que lhes era muito favorável. A extensão do império obrigava-os a conduzir a sua política externa numa base global. É nesta ordem de ideias que foi estabelecida uma aliança com o Japão em 1902. Na defesa dos seus interesses imperiais o Reino Unido entrou em rota de colisão com a França e a Rússia mas esta fase foi ultrapassada com os acordos de 1904 e 1907. Para além da questão suscitada pela expansão naval da Alemanha, a Inglaterra não tinha qualquer contencioso com este país ou com os seus aliados, a Itália e a Áustria-Hungria. À semelhança das outras grandes potências europeias, o Reino Unido tinha assumido o compromisso, por tratado, de defender a neutralidade da Bélgica.
Tendo em atenção a dispersão das forças do Reino Unido num império tão vasto, a dimensão da sua armada e os interesses que pretendia defender, era natural que desenvolvesse os seus planos essencialmente na área naval. Assim, uma intervenção no continente seria sempre feita com forças pouco numerosas. Os estados-maiores da França e do Reino Unido trabalhavam juntos desde que se estabelecera a Entente Cordiale e uma força expedicionária britânica podia atingir, de acordo com o planeamento feito, seis divisões de infantaria (na realidade foram quatro) e uma de cavalaria, ao todo cerca de 100 000 homens. Foi em 1908 que Richard Haldane, Secretário de Estado da Guerra, criou um núcleo permanente de forças vocacionado para uma intervenção no continente europeu e desde 1910 que o major-general Henry Wilson, Chefe da Divisão de Operações do Estado-Maior do Exército Britânico, preparava a marcha do Corpo Expedicionário Britânico (BEF – British Expedicionary Force) para França. O plano então elaborado ficou conhecido como “Plano W” em homenagem ao Major-general Wilson.

### O plano austríaco
A Áustria-Hungria previa um confronto com a Sérvia, que desejava limitado àquela área geográfica, mas com a possibilidade de intervenção da Rússia. Neste sentido, foram criados dois planos: o Plano B, que seria aplicado na guerra nos Balcãs, prevendo três dos seus seis exércitos empenhados na fronteira com a Rússia para prevenir um ataque vindo daquela potência; o Plano R, previa um volume maior de tropas (quatro exércitos) na fronteira com a Rússia e assumia que a Alemanha entraria na guerra.

### O “Plano Schlieffen”

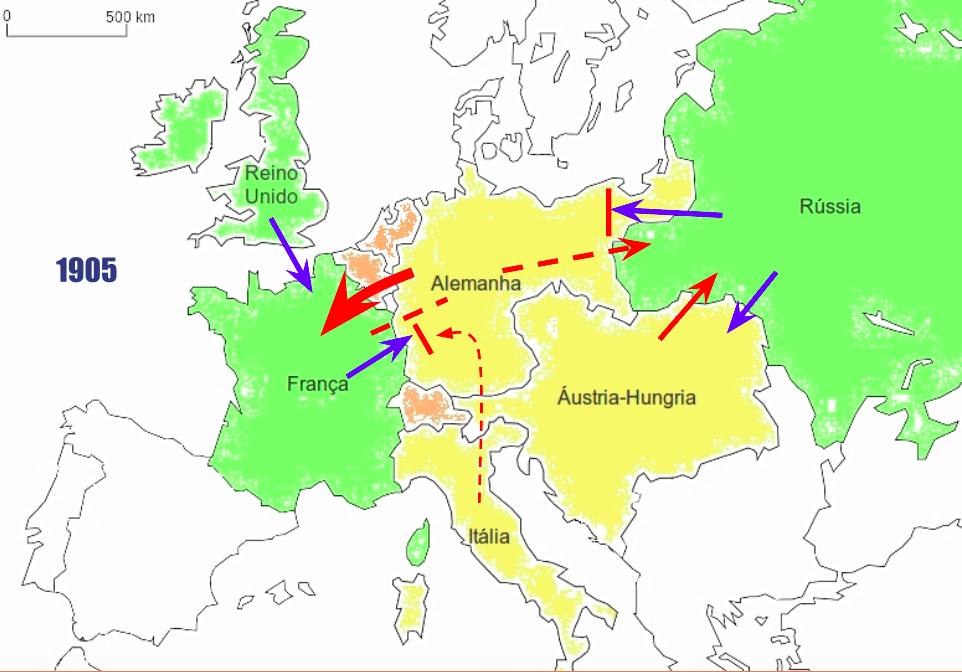
O Plano Schlieffen em 1905 previa uma ala direita com grande superioridade de forças relativamente ao dispositivo da frente ocidental.

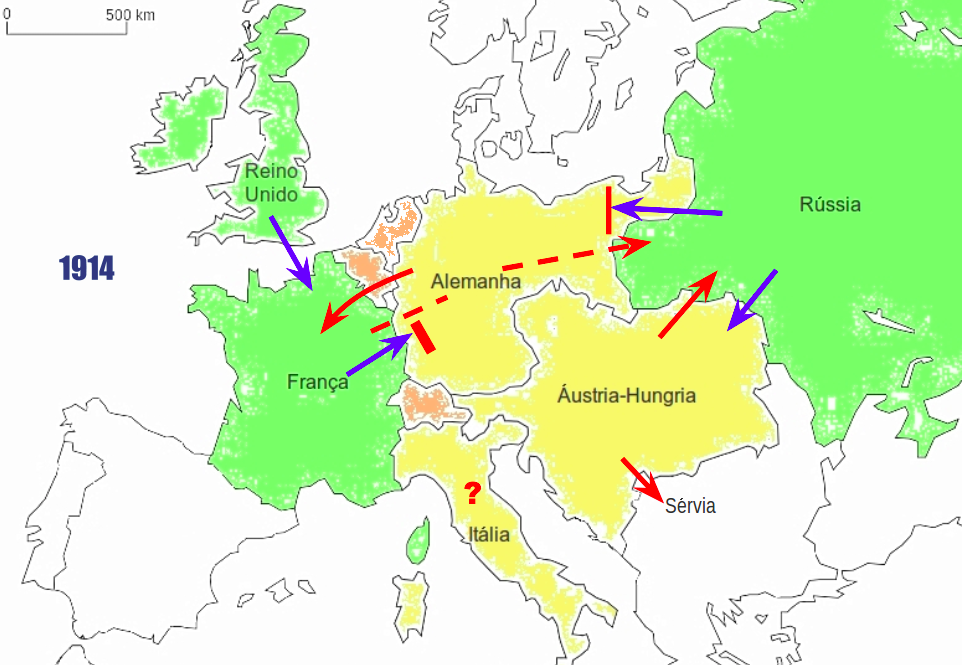
O Plano Schlieffen em 1914 tinha sido alterado relativamente ao de 1905. A ala direita ficou enfraquecida.

O Aufmarsch 1914/1915, que conhecemos como Plano Schlieffen, previa uma situação em que a Alemanha teria de enfrentar, a ocidente, as forças belgas (no caso de a Bélgica não autorizar a travessia do seu território, o que aconteceu), as forças francesas e, muito provavelmente, as forças britânicas; a oriente, as forças russas. Dos aliados da Alemanha, a Itália oferecia muitas dúvidas sobre o seu apoio e a Áustria-Hungria estaria empenhada contra a Sérvia e a Rússia. Moltke esperava o ataque principal francês na fronteira franco-alemã e, sendo assim, receava que os efetivos alemães planeados para aquela região não fossem suficientes para conter a ofensiva francesa. Se tal sucedesse ficaria em risco toda a manobra alemã. Por esta razão, Moltke introduziu alterações nos sucessivos planos, de tal forma que, em 1914, a ala norte do exército alemão, que se concentrava frente à Bélgica, era em 1906 formada pelos 1º, 2º, 3º e 4º Exércitos (39 divisões de infantaria e 7 de cavalaria) passou a ser formada apenas pelos 1º, 2º e 3º Exércitos (32 divisões de infantaria e 5 de cavalaria). O 4º Exército passou a concentrar na fronteira com o Luxemburgo, nas Ardenas, onde se encontrava já o 5º Exército, somando em 1914, 20 divisões de infantaria e 2 de cavalaria. As forças colocadas na fronteira com França, que em 1906 eram os 6º, 7º e 8º Exércitos (30 divisões de infantaria e 3 de cavalaria), passaram a ser o 6º e 7º Exércitos (16 divisões de infantaria e 3 de cavalaria). O 8º Exército foi transferido para a frente oriental. Para além das forças acima indicadas, os Alemães tinham enviado duas divisões dos corpos de reserva para a costa do Mar do Norte com a missão de vigiarem um possível desembarque de tropas britânicas.
Qual o objetivo deste dispositivo, destas alterações ao plano inicial? Schlieffen tinha pensado que, se necessário, poderia abandonar, por um curto período de tempo, parte da Alsácia, tal como da Prússia Oriental, onde dispunha de forças mínimas para se opor aos Russos. Moltke considerou que, por razões políticas, não poderia abandonar estes territórios, mesmo que temporariamente. Também não aceitou que, tal como Schlieffen tinha planeado, tropas alemãs atravessassem a parte sul do território holandês. Neste último caso, tratava-se de uma tentativa de não criar mais pretextos para uma intervenção do Reino Unido. Assim, os detalhes do plano alemão foram sendo alterados ao longo dos anos entre a saída de Schlieffen e o início da guerra mas o essencial, as suas grandes linhas estavam fixadas desde há mais de uma dezena de anos.

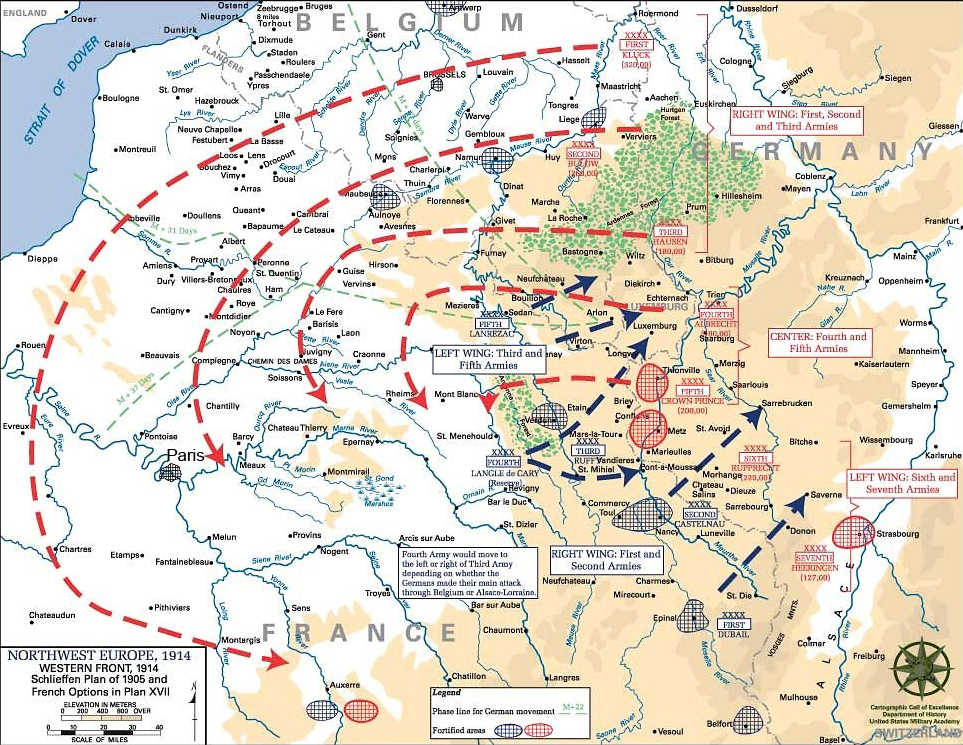
O Plano Schlieffen foi um dos mais arrojados e controversos planos da Primeira Guerra Mundial. Embora esta seja uma da imagens mais divulgadas sobre o plano, não contempla as operações na frente oriental. Neste mapa vemos a vermelho a representação da manobra do Plano Schlieffen e a azul a manobra do Plano XVII, francês.

Os Alemães necessitavam de infligir aos Franceses uma derrota de tal forma séria que os forçasse a uma atitude defensiva, permitindo assim retirar tropas alemãs da frente ocidental para reforçarem a frente oriental. Para conseguirem atingir estes objetivos, os Alemães fariam avançar a maior parte das suas forças para França, através da Bélgica e do Luxemburgo. O 5º Exército funcionaria como pivot mantendo-se entre Metz e Diedenhofen. A velocidade a que conseguisse progredir o flanco direito alemão, o 1º Exército, determinaria a velocidade de progressão das restantes forças. Os 6º e 7º Exércitos teriam a missão de proteger o flanco esquerdo alemão, manter a posse da Alsácia e da Lorena, conter o ataque francês e contra-atacar para os obrigar a uma situação defensiva que permitiria aos exércitos da ala direita tornear e atacar pela retaguarda.
No seu planeamento, considerando que a Bélgica não iria colocar dificuldades ao seu avanço, os Alemães previam obter uma vitória 42 dias após o início da mobilização. Na sua “fita do tempo” para esta operação estavam calendarizadas as seguintes fases (M = data de início da mobilização):
- M + 12 – Ultrapassagem de Liège.
- M + 19 – Tomada de Bruxelas.
- M + 22 – Passagem da fronteira franco-belga.
- M + 31 – Chegada à linha Thionville – St. Quentin.
- M + 39 – Conquista de Paris.
- M + 42 – Vitória a ocidente.

## A aplicação do Plano Schlieffen; consequências
No dia 4 de Agosto a Alemanha invadiu a Bélgica. Dois dias antes, os alemães tinham invadido o Luxemburgo e tinham enviado um ultimato à Bélgica a exigir o direito de passagem pelo seu território o que lhes foi negado. Os fortes à volta de Liége conseguiram resistir até 16 de Agosto. Para os Alemães não se tratou apenas de uma alteração no calendário do seu plano (eles conseguiram recuperar muito tempo) pois Bruxelas foi ocupada no dia 20 de Agosto, apenas um dia mais tarde que o planeado. Mais grave foi o facto de terem de desviar forças (cinco corpos de exército) da sua ala direita para atacar Namur, Maubeuge e Antuérpia.
No dia 6 de Agosto, os Franceses invadiram a região da Lorena. O Príncipe Ruperto da Baviera, comandante do 6º Exército alemão mas que também detinha controlo operacional sobre o 7º Exército, propôs contra-atacar as forças francesas. Moltke, pensando que conseguiria o envolvimento das forças francesas em ambos os flancos, autorizou. Começaram os combates diretos entre os Alemães e os Franceses, um conjunto de confrontos que tiveram lugar ao longo da fronteira franco-alemã e franco-belga que ficou conhecido como Batalha das Fronteiras. O resultado foi a derrota dos Franceses que retiraram para a sua linha de fortificações na fronteira. Ao assumirem aí uma postura defensiva conseguiram libertar forças para reforçar o centro e a esquerda do seu dispositivo. A 22 de Agosto, os Franceses lançaram uma contra-ofensiva no Sambre mas esta ação fracassou e foram obrigados a retirar. Esta retirada foi feita já com o apoio da Força Expedicionária Britânica (BEF).

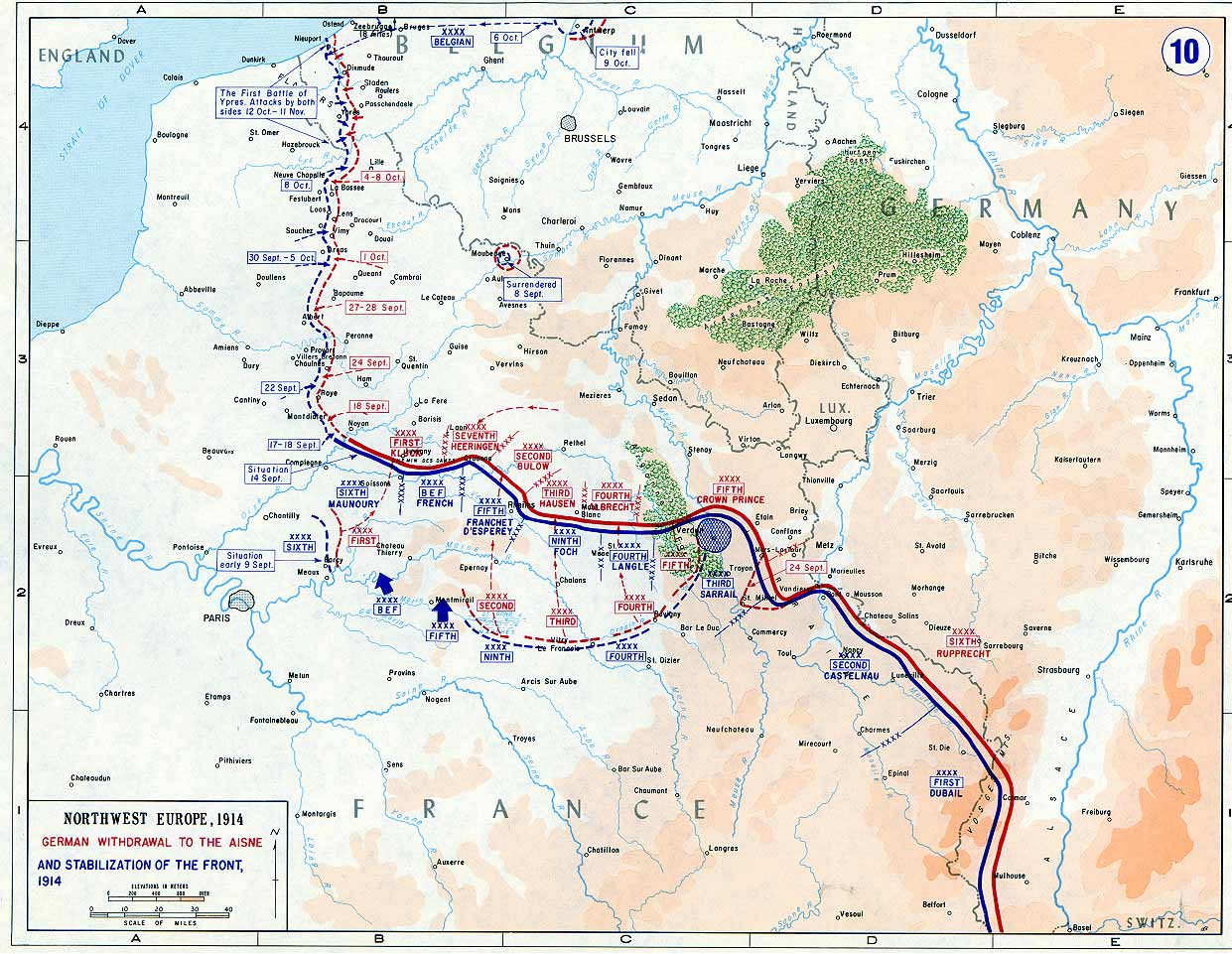
Mapa da Frente Ocidental e a corrida até o mar, 1914.

A retirada dos Aliados processou-se entre 22 de Agosto e 5 de Setembro. No dia 23, o BEF travou a Batalha de Mons com as topas do 1º Exército alemão. O 5º Exército francês, na ala direita britânica, retirou sem consultar os seus aliados. As tropas britânicas foram obrigadas a retirar e fizeram-no em boa ordem, durante duas semanas, só parando poucos quilómetros a oeste de Paris. Entretanto, esta acção das forças britânicas permitiu ganhar tempo para os Franceses se reagruparem. Entre 5 e 12 de Setembro, as forças francesas e britânicas travaram a Primeira Batalha do Marne. Os exércitos alemães foram detidos no seu avanço e, numa tentativa de tornear o flanco inimigo, foram avançando cada vez mais para norte. À sua frente, os Aliados avançavam na mesma direção impedindo-os de tornear o seu flanco. Por fim o mar obrigou a estabilizar a frente, as tropas começaram a abrir trincheiras e a guerra baseada no movimento deu lugar à guerra baseada na proteção coletiva. Em grande parte, a Frente Ocidental manteve a mesma fisionomia até 1918. A guerra estava longe de terminar a ocidente e já se travava a segunda grande batalha na Frente Oriental.
O conceito do Plano Schlieffen era obter rapidamente uma vitória decisiva contra a França para poder libertar forças para a Frente Oriental. Na realidade, a Frente Ocidental não se alterou muito até ao final da guerra. Quando se deu a Batalha do Marne e se estabeleceu a linha de trincheiras, já os Russos tinham entrado na Prússia Oriental a 12 de Agosto e ameaçaram Königsberg (hoje chamada Kaliningrado). Moltke substituiu o comandante alemão da frente oriental e o seu chefe do estado-maior. Para ali foram enviados os generais Heindenburg e Ludendorf que conseguiram inverter a situação. Na Batalha de Tannenberg, entre 27 e 31 de Agosto, os Russos sofreram uma derrota em que perderam mais de 100 000 homens (92 000 foram capturados). Entre 7 e 17 de Setembro, na Batalha dos Lagos Masurianos, perderam mais 170 000 homens (45 000 prisioneiros). A ameaça a oriente foi contida mas os Alemães não obtiveram nenhuma vitória decisiva. A guerra iria continuar até 1918.